# スウェルズポイントの戦い
座標: 北緯36度57分17秒 西経76度19分36秒 / 北緯36.95472度 西経76.32667度
スウェルズポイントの戦い（英: Battle of Sewell's Point）は、南北戦争開戦直後の1861年5月18日から21日に、バージニア州ノーフォークのスウェルズポイントで起きた、北軍砲艦と南軍砲台の砲撃戦である。北軍は砲艦のUSSモンティチェロとこれを支援するUSSトマス・フリーボーンの2艦だった。どちらの側にもほとんど損傷は無かった。
4月の末までにUSSカンバーランドと少数の支援船がチェサピーク湾の南端でバージニア州南東部の港を海上封鎖し、これを通過しようとした船舶数隻を捕獲していた。砲艦USSモンティチェロがスウェルズポイントの砲台を砲撃したのは、南北戦争で北軍海軍が南軍に対して行った最初期の行動だった。このモンティチェロの行動が、この戦争で北軍による最初の砲撃だったとする資料もあるが、1861年5月7日に、同じくバージニア州ヨーク川のグロスターポイントで、北軍の砲艦USSヤンキーが、まだアメリカ連合国陸軍に組み込まれていなかったバージニア州志願兵の籠もる川岸砲台と、短時間の砲撃戦を交わしていた。これをグロスターポイントの戦いと呼ぶこともある。

## 背景
バージニア州では事実上1861年5月23日に投票を行なっていたが、州会議の決議は4月17日に遡ってアメリカ合衆国からの脱退を決めていた。この日はサムター砦が陥落してから3日後、エイブラハム・リンカーン大統領が連邦政府の資産を取り戻し、南部の反乱を鎮圧するために兵役志願を呼びかけてから2日後のことだった。4月20日の夜に、バージニア州ノーフォークにあるアメリカ海軍ゴスポート造船所（現在はポーツマス市ノーフォーク海軍造船所）の指揮官チャールズ・S・マッコーリーが、反乱に対して造船所を守れないことを怖れ、ワシントンD.C.当局からの指示も無しに、造船所の明け渡しと、USSメリマックを含み港外に出て行けない船舶の焼却を命じた。このことで1年以上続いていたアメリカ陸軍によるハンプトン・ローズ南部のノーフォーク地域駐屯が終わった。1861年4月27日、リンカーン大統領は北軍による海上封鎖をバージニア州とノースカロライナ州まで拡大するよう命令した。バージニア州とノースカロライナ州は既にアメリカ連合国に加盟する過程にあったが、実際に加盟したのは5月になってからだった。
バージニア州民兵隊の少将で、1861年5月1日付けバージニア州暫定陸軍准将のウォルター・グウィンは、元アメリカ陸軍工兵士官であり、また鉄道技師で測量士でもあった。このグウィンが4月下旬から5月始めに、スウェルズポイントを含むノーフォークを守るための砲台建設場所を決め、建設を監督した。グウィンは1861年5月23日に南軍正規部隊によって解任されるまで、ノーフォークの守備を指揮していた。

## 戦闘
南北戦争の間、北軍によるチェサピーク湾海上封鎖の一部として、北軍のヘンリー・イーグル海軍大佐の指揮、ダニエル・L・ブレイン海軍大尉（後の海軍少将）が副指揮官だった砲艦USSモンティチェロが、バージニア州南東部ハンプトン・ローズの封鎖を確かなものにするため、ノーフォーク郡（現在のノーフォーク市）のスウェルズポイントにあった南軍砲台と砲撃戦を行った。両軍共にこの戦闘での被害はほとんど無かった。5月18日、モンティチェロが、エリザベス川出口とノーフォーク港を見下ろすスウェルズポイントの完成していなかった砲台を砲撃した。砲台にはまだ大砲が置かれて居らず、効果もほとんど無かった。
5月19日午後5時までに南軍はスウェルズポイント砲台に32ポンド砲3門を設置した。モンティチェロが5時半頃にこの砲台砲撃を始めると、砲台からも反撃し、それでモンティチェロを後退させた。この砲台はジョージア州のコロンバス軽装警備隊ペイトン・H・コルキット大尉が指揮していた。コルキット大尉は南軍旗を持っていなかったので、砦にジョージア州旗を掲げていた。
5月21日、モンティチェロが砲台に向けて2発の砲弾を放ったが、砲台から反撃したときにこのときも撤退した。

## 戦闘の後
この戦闘の後、USSトマス・フリーボーンが北軍ポトマック戦隊に加わった。ジェイムズ・H・ウォード海軍中佐の指揮下に、5月29日と30日、および6月1日に起きたアキアクリークの戦いで、ポトマック川とアキア・クリークの合流点にあった南軍砲台をトマス・フリーボーンが攻撃したが、効果は無かった。
その後スウェルズポイントなどこの地域の砲台が北軍艦船と交戦したのは、1862年3月9日におきたハンプトン・ローズ海戦で、北軍の装甲艦USSモニターが南軍の装甲艦CSSバージニア（元USSメリマック）と衝突したときに、北軍の支援艦船と砲撃を交わしたものがあった。1862年5月8日、モニターを含む北軍の砲艦が再度スウェルズポイント砲台などこの地域の標的を砲撃した。ノーフォークとポーツマス各市、およびノーフォーク郡は、ハンプトン・ローズ対岸のモンロー砦にいた北軍の大軍から侵略される恐れがあったので、南軍は1862年5月9日と10日早朝にノーフォーク地域から撤退した。ただし、このとき北軍の多くは半島方面作戦に掛かりきりだった。北軍は5月10日にノーフォークとポーツマス各市を占領した。北軍が到着したとき、南軍がスウェルズポイント砲台など付近の要塞化していた陣地も放棄したことが分かった。
今日スウェルズポイント砲台の痕跡は残っていない。その場所はアメリカ海軍ノーフォーク海軍基地の中にある。

## 原註
1. ↑  Casualty figures are from the National Park Service web site. Other sources consulted for this article do not mention casualties for this action or state no Confederate casualties and at least six wounded Union sailors aboard the Monticello.[1]
2. ↑  スウェルズポイントにおけるこの小さな事件とでも呼ぶものは、サムター砦が陥落した後で、まだ重要な戦闘が起こっていない段階で起きたがゆえに戦闘と呼ばれた。アメリカ合衆国国立公園局は南北戦争の主要戦闘384個のリストにこの戦闘を加えている[2]
3. ↑  資料によってグロスターポイントの戦いの日付は異なる。指揮官の報告書でははっきりと5月7日としている
4. ↑  この軍隊は民兵隊以上のものとし、将来的に南軍に加えるものと考えて州が設立したものだが、南軍の暫定軍ではなく、5月23日のバージニア州脱退まで南軍には加わらなかった。グウィンは暫定南軍の大佐を超えては任官されなかった
5. ↑  Captain Colquitt should not be confused with Brigadier General Alfred Holt Colquitt, who also was from Georgia.